# Wapen van Gabon

Het wapen van Gabon

Het wapen van Gabon is sinds 15 juli 1963 in gebruik. Het toont een schild dat vastgehouden wordt door twee zwarte luipaarden. Boven in het schild zijn drie gouden schijven te zien die de grondstoffen van het land symboliseren. Daaronder wordt een zeilschip getoond dat de vooruitgang weergeeft. Achter het schild staat een Okouméboom, waarvan het hout vooral in Gabon gewonnen wordt.
Het wapen heeft twee linten waarin een motto geschreven staat. In het bovenste lint staat in het Latijn: UNITI PROGREDIEMUR (Verenigd gaan we voorwaarts). In het onderste lint staat in het Frans het motto: UNION, TRAVAIL, JUSTICE (eenheid, werkgelegenheid, gerechtigheid)
Het wapen is ontworpen door de Zwitser Louis Mühlemann.
Algerije · Angola · Benin · Botswana · Burkina Faso · Burundi · Centraal-Afrikaanse Republiek · Comoren · Congo-Brazzaville · Congo-Kinshasa · Djibouti · Egypte · Equatoriaal-Guinea · Eritrea · Ethiopië · Gabon · Gambia · Ghana · Guinee · Guinee-Bissau · Ivoorkust · Kaapverdië · Kameroen · Kenia · Lesotho · Liberia · Libië · Madagaskar · Malawi · Mali · Marokko · Mauritanië · Mauritius · Mozambique · Namibië · Niger · Nigeria · Oeganda · Rwanda · Sao Tomé en Principe · Senegal · Seychellen · Sierra Leone · Soedan · Somalië · Swaziland · Tanzania · Togo · Tsjaad · Tunesië · Westelijke Sahara · Zambia · Zimbabwe · Zuid-Afrika · Zuid-Soedan
Afhankelijke gebieden:
Brits Territorium in de Indische Oceaan · Canarische Eilanden · Ceuta · Melilla · Madeira · Mayotte · Réunion · Sint-Helena · Tristan da Cunha